# NGC 5195
NGC 5195 is een dwergsterrenstelsel in het sterrenbeeld Jachthonden. Het vormt een interagerend sterrenstelsel met Messier 51. NGC 5195 werd ontdekt op 20 maart 1781 door Pierre Méchain.